# Bracon postposticus
Bracon postposticus är en stekelart som beskrevs av Roy D. Shenefelt 1978. Bracon postposticus ingår i släktet Bracon och familjen bracksteklar. Inga underarter finns listade.